# Trivero
Trivero est une ancienne commune italienne de la province de Biella, dans la région Piémont.

## Administration
| Période                                  | Période | Identité | Étiquette | Qualité |
| ---------------------------------------- | ------- | -------- | --------- | ------- |
|                                          |         |          |           |         |
| Les données manquantes sont à compléter. |         |          |           |         |

### Hameaux
Pratrivero, Ponzone, Cereje, Polto, Barbero, Sella, Lora, Guala, Ronco, Mazza, Mazzucco, Vaudano, Botto, Pramorisio, Piana, Castello, Fila, Dosso, Grillero, Pellizaro, Vico, Oro, Ferrero Gioia, Roveglio, Villaggio Residenziale, Bellavista, Caulera, Stavello, Barbato, S. Antonio, Barozzo, Marone Bulliana, Giardino

### Communes limitrophes
Camandona, Caprile, Crevacuore, Curino, Mezzana Mortigliengo, Mosso, Portula, Pray (Italie), Scopello, Soprana, Strona, Vallanzengo, Valle Mosso, Valle San Nicolao